# Лікавіт
Пагорб Лікавіт (грец. Λυκαβηττός), іноді Лікабет — пагорб в центрі Афін висотою 277 м. Найвища точка міста.
У стародавні часи, пагорб заріс і на самому верху був храм, присвячений Зевсу. Коли Афіни були звільнені від турків, Лікавіт був голий, без дерев. Лісовідновлення почалося в 1880 році і завершено в 1915 році . Пагорб вкривають сосни, біля його підніжжя знаходиться невеличка каплиця Св. Ісидора, а на його вершині наприкінці 19 ст. було споруджено каплицю св. Георгія. Пізніше тут також з'явились  театр та ресторан. Піднятись на вершину пагорба можна фунікулером від Колонакі, вул. Аристіппу, по південно-східному схилу.
З вершини пагорба відкривається мальовничий вид на Пірей та Саронічну затоку, Афінський акрополь та стадіон Панатінаїкос.
Фунікулерний підйомник був встановлений тут 1960 р., головним завданням перед проектувальниками було висунуто мінімалізм та збереження первісного вигляду пагорба.
У міфології згадується легенда, що Лікабет був скелею, яку богиня Афіна несла в руках і впала на неї після поганих новин, які приніс їй ворон. Відтоді ворони почорніли.

## Світлини

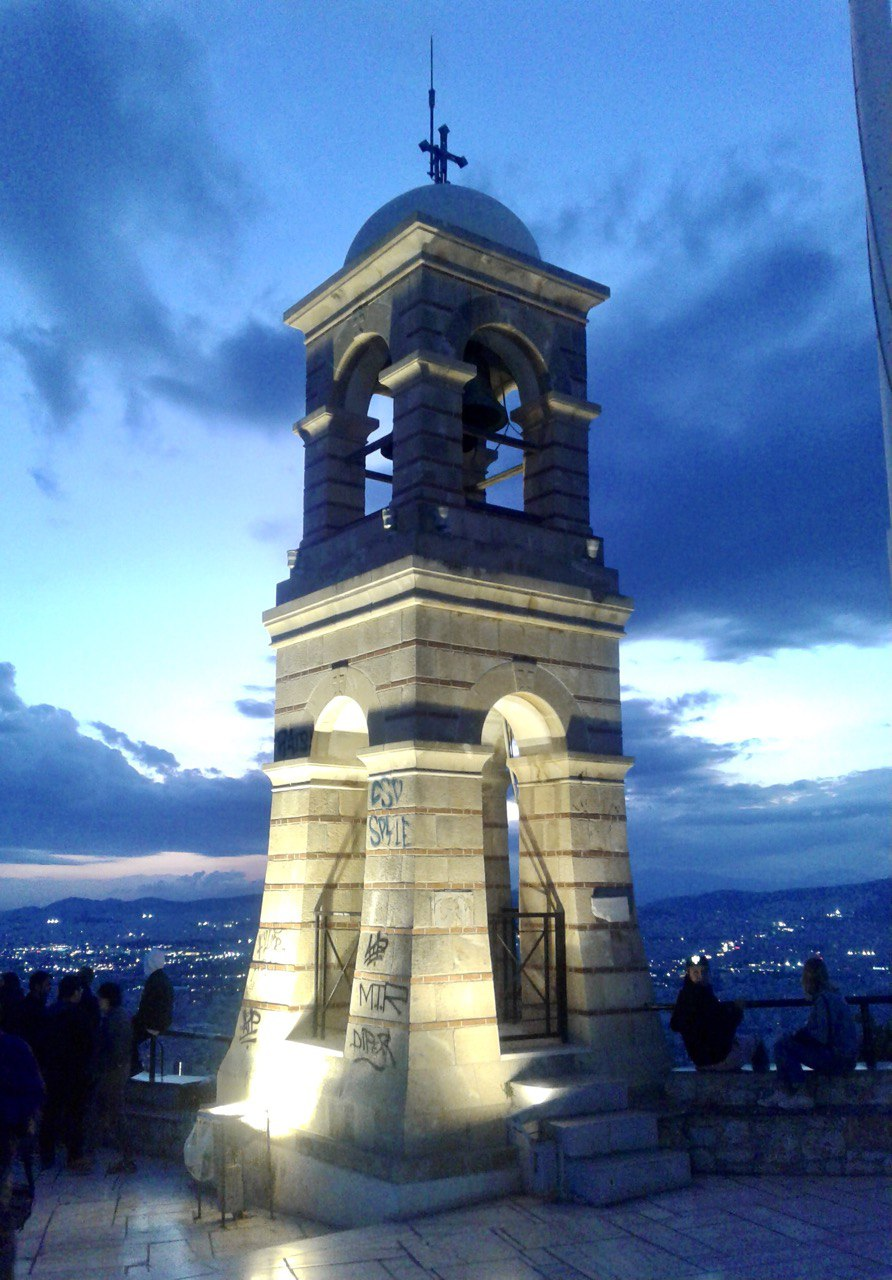
Лікавіт, (надвечір'я)
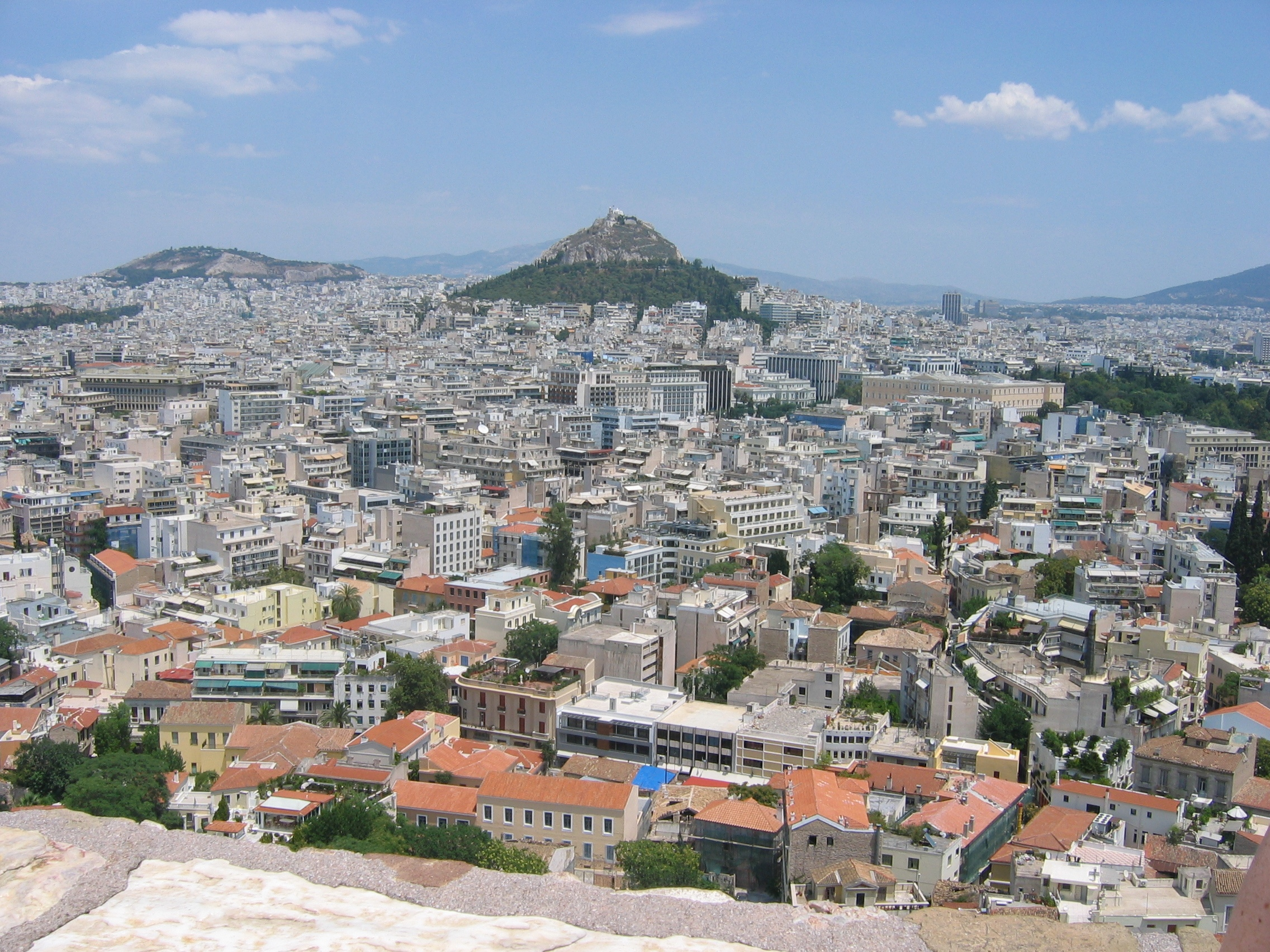
Панорама міста та пагорб Лікавіт
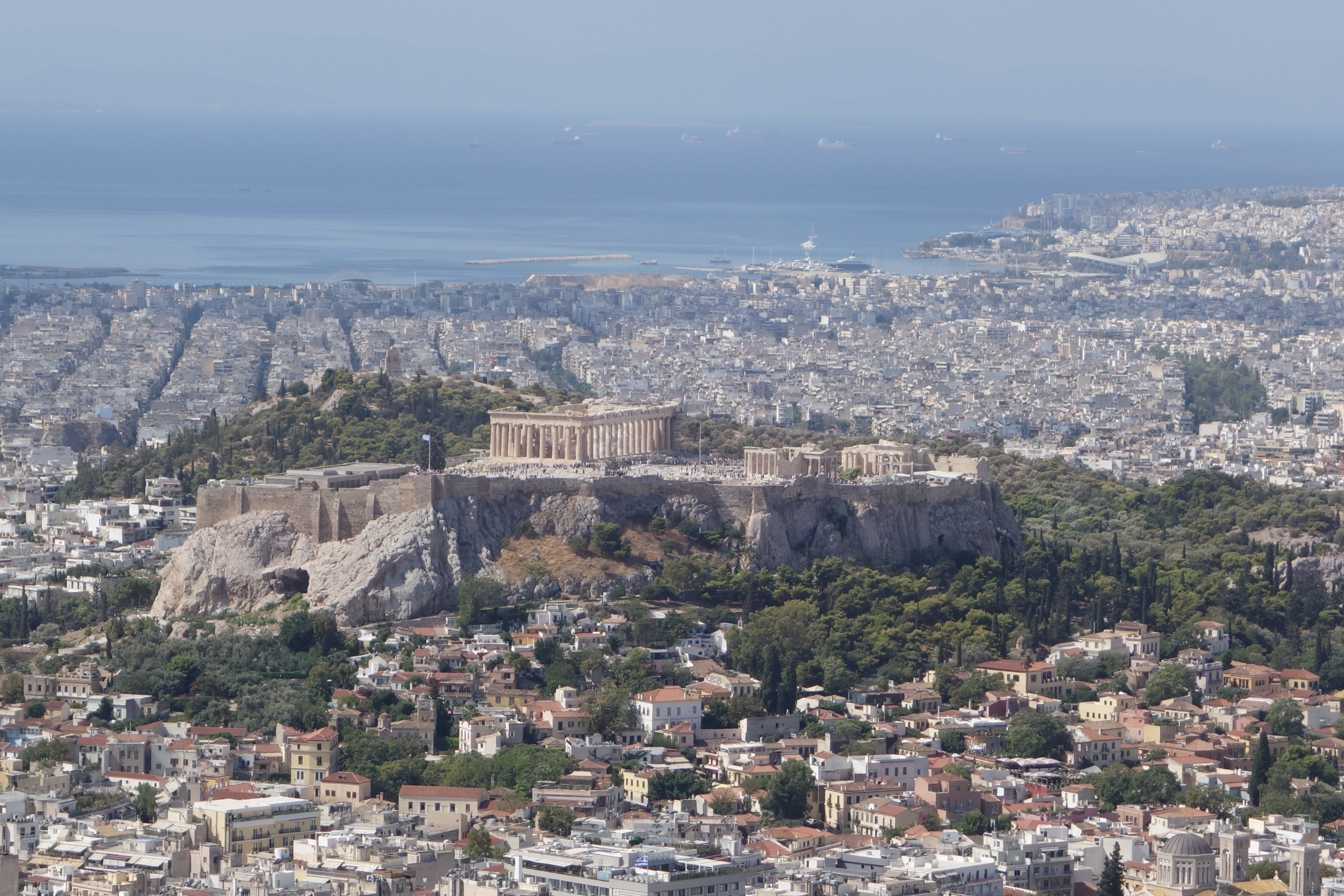
Вид на Акрополь та море з пагорбу Лікавіт
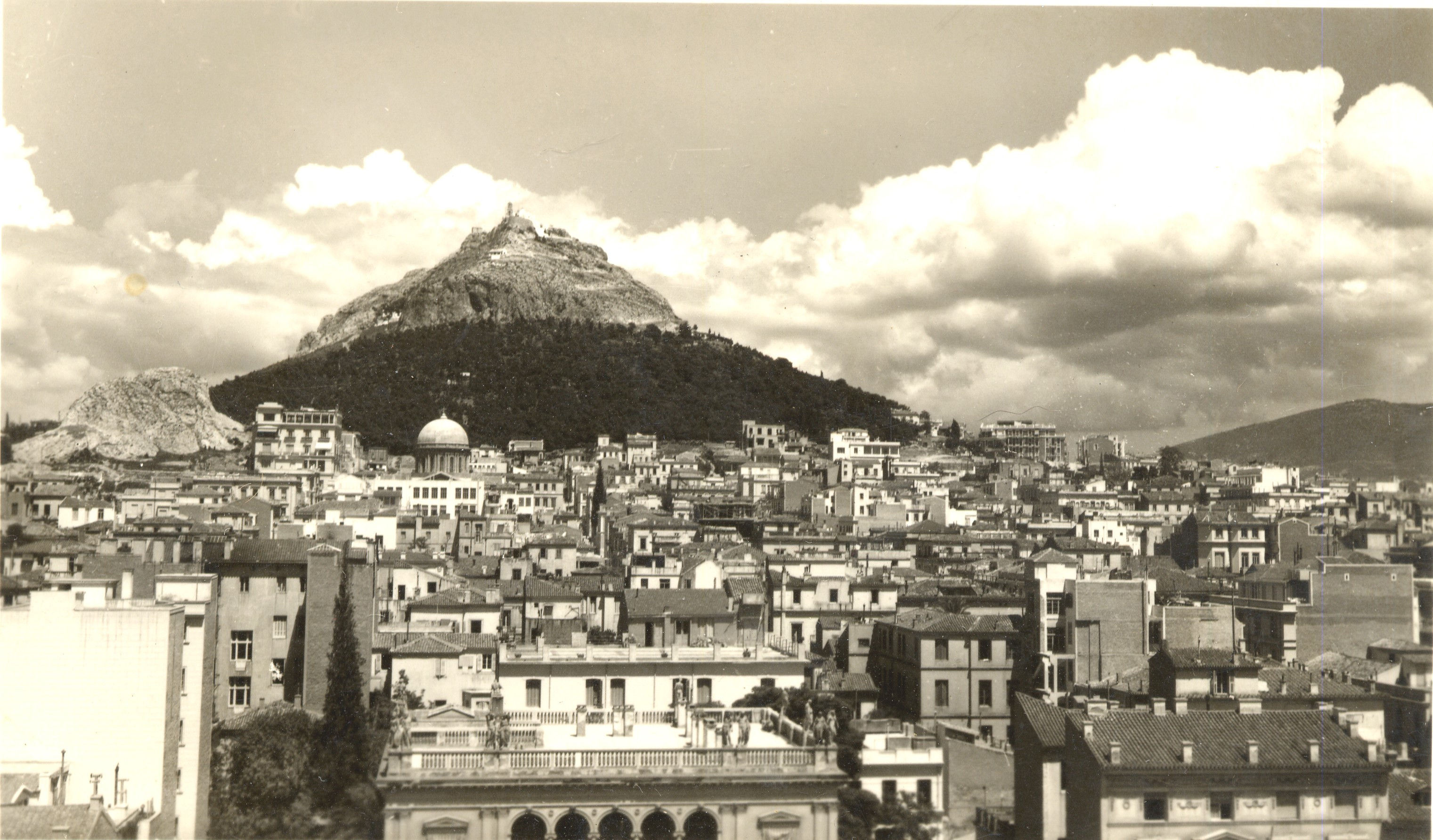
Вид на Лікавіт, листівка 1920 р.
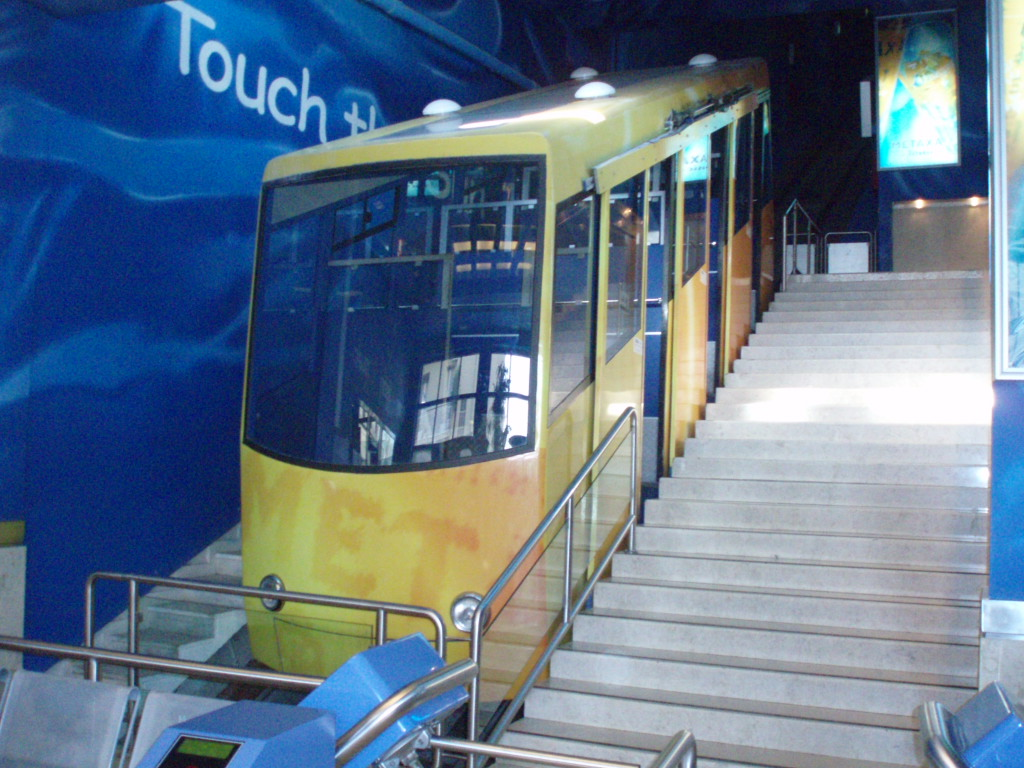
Фунікулер
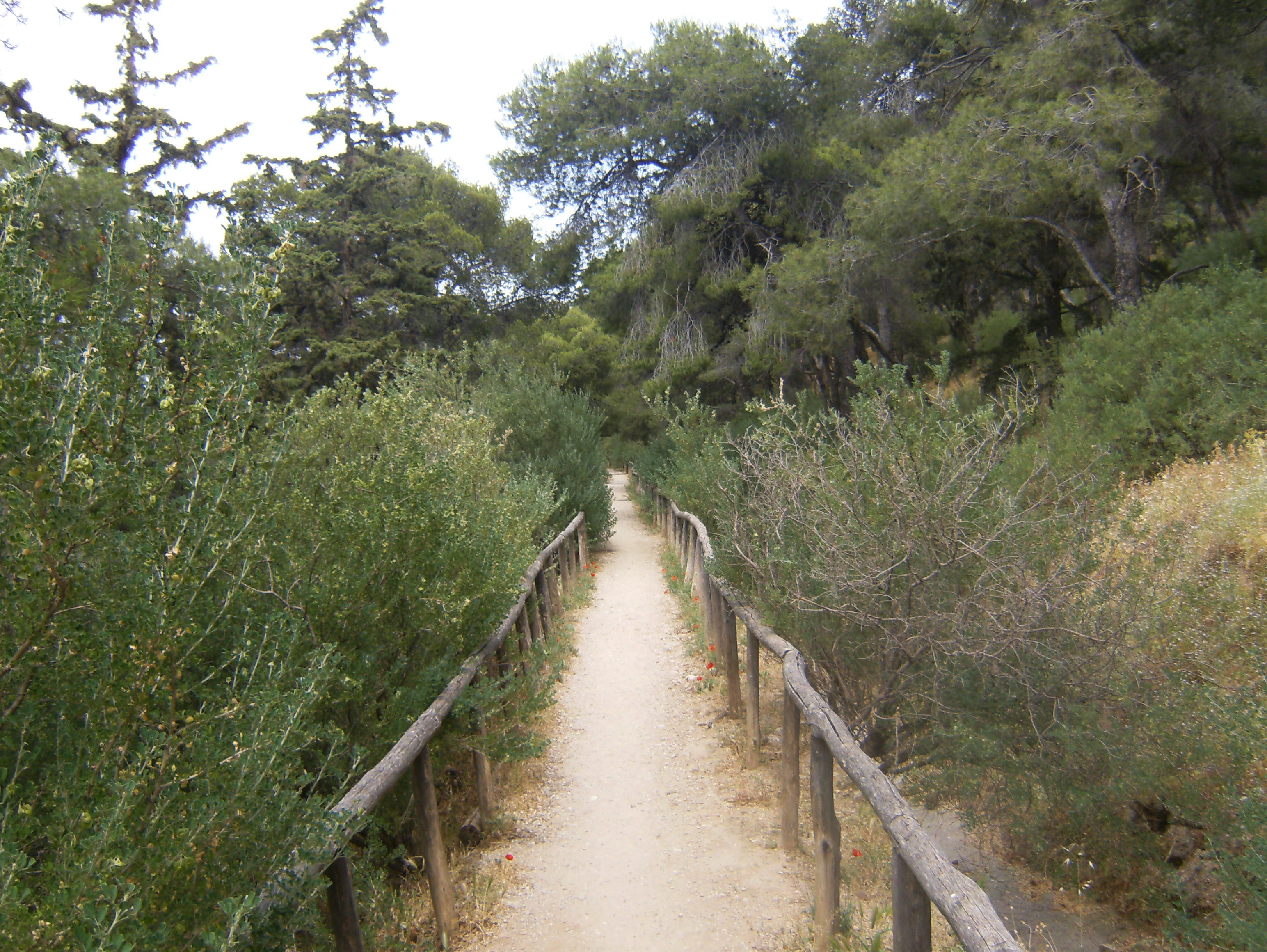
Пішохідна доріжка на пагорб Лікавіт